# Veliki komet iz leta 1819
Véliki komet iz leta 1819 ali Komet Tralles (uradna oznaka je C/1819 N1) je komet, ki ga je 1. julija 1819 odkril nemški matematik in fizik Johann Georg Tralles (1763–1822).

## Značilnosti
Komet je imel parabolično tirnico. Soncu se je najbolj približal 28. junija 1819 na razdaljo 0,342 a.e..

## Opazovanja
Najprej so ga opazili v večernih urah severno od Sonca. Komet se je gibal v vzhodnem delu ozvezdja Voznika (Auriga). Opazovalci tistega časa so poročali, da je komet navidezno prešel tudi ploskev Sonca. Pozneje so preračunali tirnico in ugotovili, da se je to verjetno res zgodilo.